# Iron Storm
Iron Storm – piętnasty album studyjny Black Uhuru, jamajskiej grupy muzycznej wykonującej roots reggae.
Płyta została wydana w roku 1991 przez amerykańską wytwórnię Mesa / Bluemoon Recordings. Nagrania zostały zarejestrowane w studiu The Mixing Lab w Kingston. Ich produkcją zajęli się George Nauful oraz Jim Snowden.
10 lipca 1991 roku album osiągnął 1. miejsce w cotygodniowym zestawieniu najlepszych albumów world music magazynu Billboard (ogółem był notowany na liście przez 13 tygodni).
W roku 1992 krążek został nominowany do nagrody Grammy w kategorii najlepszy album reggae. Była to piąta nominacja do tej statuetki w historii zespołu.

## Lista utworów
1. „Bloodshed”
2. „Colourblind Affair”
3. „Dance Hall Vibes”
4. „Statement”
5. „Tip Of The Iceberg”
6. „Iron Storm”
7. „Breakout”
8. „Trouble”
9. „Colourblind Affair (FM)”

## Muzycy

### Black Uhuru
- Duckie Simpson – wokal
- Don Carlos – wokal
- Rudolph „Garth” Dennis – wokal

### Instrumentaliści
- Stephen „Cat” Coore – gitara
- Leebert „Gibby” Morrison – gitara rytmiczna
- Derrick „Sagittarius” Barnet – gitara basowa
- Earl „Bagga” Walker – gitara basowa
- Chris Meredith – gitara basowa
- Marcus „Rangatan” Smith – perkusja
- Christopher „Sky Juice” Blake – perkusja
- Noel Davis – keyboard, fortepian
- Tony „Asha” Brissett – keyboard, fortepian
- Ronald „Nambo” Robinson – puzon
- Dean Fraser – saksofon
- David Madden – trąbka

### Gościnnie
- Ived „Sen-C” Campbell – chórki
- Ice T – rap w utworze „Tip Of The Iceberg”